# Aero A-20
Aero A-20 byl dvouplošný stíhací letoun vyrobený v roce 1923 v Československu a konstrukčně navazující na typ A-18. Československé letectvo jej porovnávalo s konkurenčními typy Avia BH-8 a Letov Š-7, ale stroj A-20 v této soutěži neuspěl a zůstal jen v jednom prototypu.

## Specifikace
Údaje podle

### Technické údaje
- Osádka: 1 (pilot)
- Délka: 6,60 m
- Rozpětí: 9,70 m
- Nosná plocha: 23,30 m²
- Prázdná hmotnost: 784 kg
- Vzletová hmotnost: 1 080 kg
- Pohonná jednotka: 1 × kapalinou chlazený osmiválcový vidlicový motor Škoda HS 8Fb
- Výkon pohonné jednotky: 220 kW (300 k)

### Výkony
- Maximální rychlost: 225 km/h
- Cestovní rychlost: 190 km/h
- Praktický dostup: 7 500 m
- Stoupavost: výstup do výše 5 000 m za 14,2 minuty
- Dolet: 400 km

### Výzbroj
- 2 × synchronizovaný kulomet Vickers ráže 7,7 mm